# Завади (гміна Пшесмики)
Завади (пол. Zawady) — село в Польщі, у гміні Пшесмики Седлецького повіту Мазовецького воєводства.
Населення — 87 осіб (2011).
У 1975-1998 роках село належало до Седлецького воєводства.

## Демографія
Демографічна структура станом на 31 березня 2011 року:
|          | Загалом | Допрацездатний вік | Працездатний вік | Постпрацездатний вік |
| -------- | ------- | ------------------ | ---------------- | -------------------- |
| Чоловіки | 41      | 5                  | 27               | 9                    |
| Жінки    | 46      | 10                 | 18               | 18                   |
| Разом    | 87      | 15                 | 45               | 27                   |